# Émile Lognay
Émile Lognay, né le 30 mars 1930 dans le 14e arrondissement de Paris et mort le 1er mai 2008 à Brive-la-Gaillarde, est un coureur cycliste français, spécialiste de la vitesse.

## Biographie
Émile Lognay commence par pratiquer le football, la boxe et la natation. Antoine Gouttefarde, le soigneur du VC 12e, remarque ce jeune scolaire qui sur un vélo de fortune effectue des déboulés étonnants. En 1948, il est dans l'équipe première du VC 12e avec Jacques Bellanger et René Faye et abandonne ses études secondaires pour se consacrer entièrement au vélo. Il gagne le Grand Prix de Paris amateurs en 1948 et 1949.
Aux Championnats du monde de 1949, il est battu en demi-finale par le jeune australien Sydney Patterson, futur vainqueur et par Jack Heid (en) dans le match pour la médaille de bronze des amateurs.
Il passe professionnel fin 1949,. À partir d'avril 1950, il effectue son service militaire au ministère de l'air et peut continuer la compétition. Il devient  Champion de France de vitesse en juin 1950, battant Louis Gérardin et Jacques Bellanger,. En aout 1950, Gérardin dépose une réclamation et fait déclasser Lognay, tenant du litre, qui l'aurait " balancé " dans le dernier virage, lors de la demi-finale.
Aux Championnats du monde de cyclisme sur piste 1951, il est éliminé par Harris en demi-finale et en 1952, il est éliminé en série, et ne peut pas se repêcher.
En 1952, il est de nouveau champion de France de vitesse.
Il court les Six jours de Paris, associé à  Bernard Bouvard en 1954 et avec Georges Decaux en 1955.

## Palmarès

### Championnats nationaux
- Champion de France de vitesse en 1950 et 1952
- Champion de France de vitesse militaire en 1950
- Champion de France universitaire : 1948[14]

### Grand Prix
- Grand Prix de Paris amateurs : 1948 et 1949
- 3e au Grand Prix de l'UCI : 1950[15]